# Nakajima Fugaku
Le Nakajima Fugaku, appelé au départ Avion ou projet Z, est un projet de bombardier intercontinental japonais de la Seconde Guerre mondiale assez comparable au Convair B-36 Peacemaker américain ou à l'Amerika Bomber allemand. Il est l'aboutissement des tentatives japonaises de bombardiers lourds.
La dénomination G10N est une extrapolation d'après-guerre partant du système de dénomination japonais, elle est parfois encore employée à tort.

## Prémices, les bombardiers lourds
En 1938, le service aérien de la Marine impériale japonaise souhaite deux bombardiers et torpilleurs lourds ayant un rayon d'action avec armes d'au moins 3 000 km, un hydravion et l'autre terrestre. Cela impliquait un quadrimoteur ce qui pour l'hydravion ne posait pas de difficulté majeure et Kawanishi Kokuki qui avait déjà produit le H6K Mavis produisit le H8K Emily, par contre aucun fabricant japonais n'était capable de produire un tel appareil terrestre.
La Marine réussit, sous couvert de la compagnie aérienne civile Nippon Koku K.K. (Japan Airlines Co), à acheter fin 1939 le prototype du Douglas DC-4E qui inspira le célèbre DC-4 mais était sous-motorisé et d'entretien plus difficile que ce dernier moins complexe. C'était alors le plus grand avion terrestre à avoir volé. Officiellement il s'écrasa en 1940, mais en réalité il fut démonté pour une rétroingénierie confiée à Nakajima.
Le Nakajima G5N Shinzan repris les ailes et le train d’atterrissage rétractable du DC-4E, la queue et évidemment le fuselage étant redessinés. Il vola le 8 avril 1941 et le résultat ne fut pas plus satisfaisant que l'original et seuls 6 prototypes furent produits dont 4 furent reconvertis en transports.
Le service aérien de l'Armée impériale japonaise s'intéressa au projet et il lui fut proposé des versions du G5N, le Nakajima Ki-68 abandonné dès 1941 et le Kawanishi Ki-85 dont une maquette grandeur nature fut réalisé mais qui est abandonné en mai 1943 toujours en raison des piètres performances du G5N.
En février 1943, la Marine relance Nakajima sur un nouveau projet dont les spécifications finales du 14 septembre 1943 souhaitaient un avion d'une vitesse maximum de 590 km/h pouvant porter 4 tonnes de bombes à 3 700 km ou une charge réduite à 7 400 km.
Le quadrimoteur Nakajima G8N qui vola 23 octobre 1944 fut une réussite mais les difficultés d’approvisionnement ne permirent pas de lancer une production de série et il ne correspondait plus aux besoins d'un Japon aux abois.
De son côté l'Armée demande également un nouveau projet, lancé en juin 1943 avec le Kawasaki Ki-91.
En raison des pénuries et bombardements, le projet est stoppé en février 1945 alors que le prototype n'est pas terminé.

## Fugaku et les bombardiers intercontinentaux
En novembre 1942, Nakajima lança de sa propre initiative un projet de bombardier intercontinental qui est nommé avion Z en vue de bombarder les États-Unis directement depuis le Japon.
En juin 1943 les plans sont prêts. Motorisé avec 6 Nakajima Ha-54 (Ha-505) de 5 000 CV chacun qui devaient être créés spécialement, il devait pouvoir parcourir 18 000 km avec 5 tonnes de bombes.
En septembre 1943 le projet devient officiel et conjoint entre la Marine et l'Armée, mais cette dernière en désaccord sur les spécifications (avions volant moins haut donc plus simple mais devant alors être plus armé) lance le Kawanishi TB. Kawanishi a l'expérience du Ki-85 mais ne peut proposer qu'un quadrimoteur ce qui limite la charge de bombes à 2 tonnes. Le Tachikawa Ki-74, projet d'avant-guerre, avait aussi été passé en revue mais sa charge de bombes était trop faible.
En janvier 1944, la Marine et l'Armée retiennent l'avion Z de Nakajima et le renomme Fugaku entrainant l'abandon du Kawanishi TB.
En mars 1944 le moteur Ha-54 (Ha-505), constitué de deux Ha-44 (les plus puissants moteurs japonais à l'époque), trop complexe dut être renvoyé à plus tard et une version provisoire avec six Mitsubishi Ha50 quasiment deux fois moins puissants fut retenue ce qui limitait les possibilités.
Deux autres versions étaient envisagées : transport pour 100 soldats et avion d'attaque au sol avec 40 mitrailleuses.
En juillet 1944 à la suite de la défaite de Saïpan le projet fut annulé.
Même après l'arrêt du projet, Nakajima continua mais aucun prototype ne put être réalisé et seuls trois moteurs Mitsubishi Ha50 furent achevés.
En 1979, lors de l'extension de l'aéroport de Haneda, un moteur Mitsubishi Ha50 fut déterré. Il est exposé au Musée Aéronautique de Narita.

## Caractéristiques (projet initial/projet réduit)
Elles sont théoriques l'avion n'ayant pas quitté la planche à dessin
- Type : bombardier stratégique.
- Chef de projet : Chikuhei Nakajima.
- Constructeur : Nakajima Hikoku k.k.
- Équipage : 6-10 / 7-8
- Longueur, Envergure, Hauteur : 45 x 65 x 8,8 / 40 × 63 × 8,8 m.
- Surface alaire: 352 / 330 mètres carrés.
- Poids à vide - en charge - maximum : 65 - 122 - 160 / 34 - 42 - 70 t.
- Motorisation : 6 Nakajima Ha-54 (Ha-505), 30 000 CV / 6 Mitsubishi Ha50, 18 000 CV.
- Propulsion : 6 hélices contrarotatives (2 x 3 pales x 6) de 4,5 m de diamètre / 4 hélices (1 x 4 pales x 6) de 4,8 m de diamètre.
- Vitesse max : 680 / 780 km/h.
- Plafond pratique : 15 000 m.
- Armement de bord : 4 canons Type 99-2 de 20 mm (1 avant, 2 dorsaux, 1 en queue) en tourelles.
- Charge utile max : 20 t de bombes. En pratique 5 t.
- Rayon d'action max : 18 000 / 19 400 km.

## Culture populaire
Ce projet est présenté dans quelques rares uchronies, jeux et animés :
- Kouya no Kotobuki Hikoutai, épisode 10
- Buck Danny Classics, tome 4 "L'île du diable". Le bombardier est opérationnel et les japonais projettent de l'utiliser contre les États-Unis